# Lee Eun-hye (Tennisspielerin, 1993)
Lee Eun-hye (koreanisch 이은혜; * 12. Oktober 1993) ist eine ehemalige südkoreanische Tennisspielerin.

## Karriere
Lee konnte keinen Titel auf Turnieren der ITF Women’s World Tennis Tour gewinnen. Ihr erstes Turnier auf der ITF-Tour spielte sie 2011 in Changwon. 2014 beendete sie ihre Karriere und wird seither nicht mehr in den Weltranglisten geführt.